# Архітектурно-будівельний проєкт
Архітект́урно-будіве́льний проє́кт — це проєкти, що виготовляються для погодження в державних установах для будівництва в майбутньому.
Їх виготовлення вимагає співпраці спеціалістів різних професій: архітекторів, конструкторів і представників інших суміжних спеціальностей.